# Nouvelle résidence de Bamberg
La Nouvelle résidence est un bâtiment de la ville de Bamberg (Allemagne) sur la place de la cathédrale. Initialement résidence des princes-évêques de Bamberg, elle devient, en 1803, une des résidences royales des Wittelsbach jusqu'à la fin de la monarchie bavaroise en 1918. Aujourd'hui elle abrite notamment la Bibliothèque d'État.

## Histoire

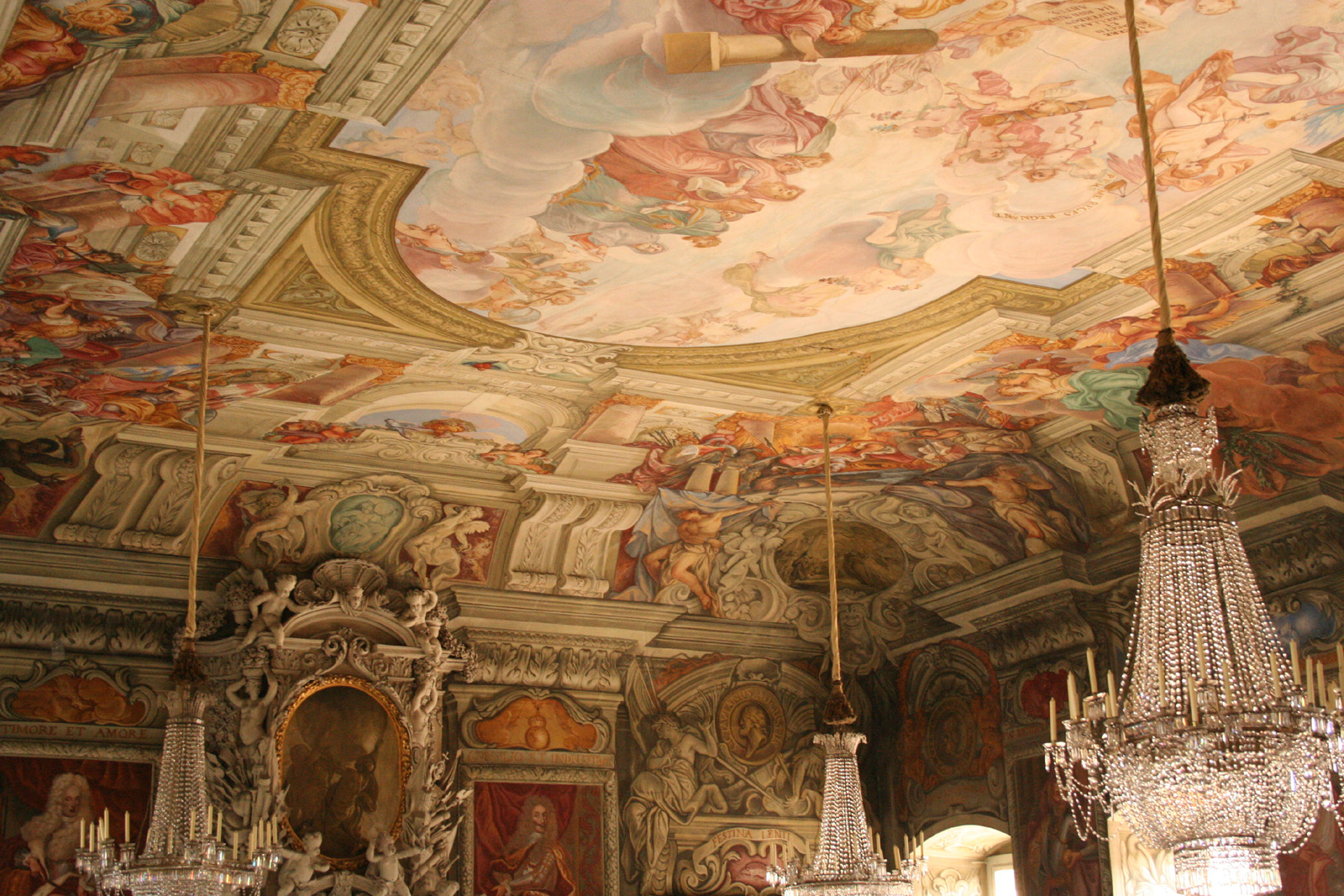
Plafond de la Salle impériale

Le prince-évêque Johann Philipp von Gebsattel décide en 1602 de construire un bâtiment avec deux ailes dans le style Renaissance. Plus tard son successeur Lothar Franz von Schönborn confie à Leonhard Dientzenhofer les travaux d'agrandissement vers l'avant en quatre ailes dans un style baroque entre 1697 et 1703. À partir de 1803, elle est une résidence royale.
Le 1er juin 1815, la Nouvelle Résidence de Bamberg est le théâtre d'un dernier épisode napoléonien : le maréchal Louis-Alexandre Berthier se jette par la fenêtre et meurt quelques jours avant Waterloo. Une plaque commémore l'événement.
Elle accueille ensuite le roi en exil Othon Ier de Grèce et son épouse la reine Amélie d'Oldenbourg de 1867 à 1875.
En 1919, le gouvernement d'État de Bavière et le ministre-président Johannes Hoffmann ainsi que le Landtag de Bavière s'y installent et adoptent la première constitution démocratique bavaroise dans la Galerie des Glaces.
Elle est gérée par l'administration des châteaux, jardins et lacs de l'état bavarois.

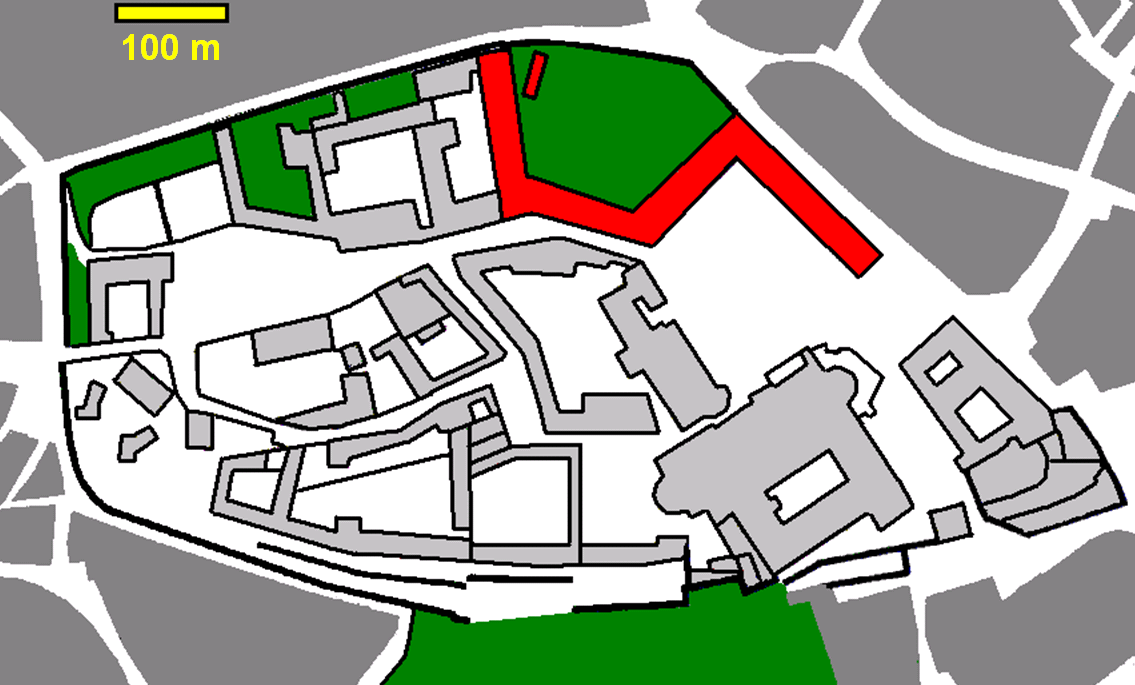
Plan de la Nouvelle Résidence
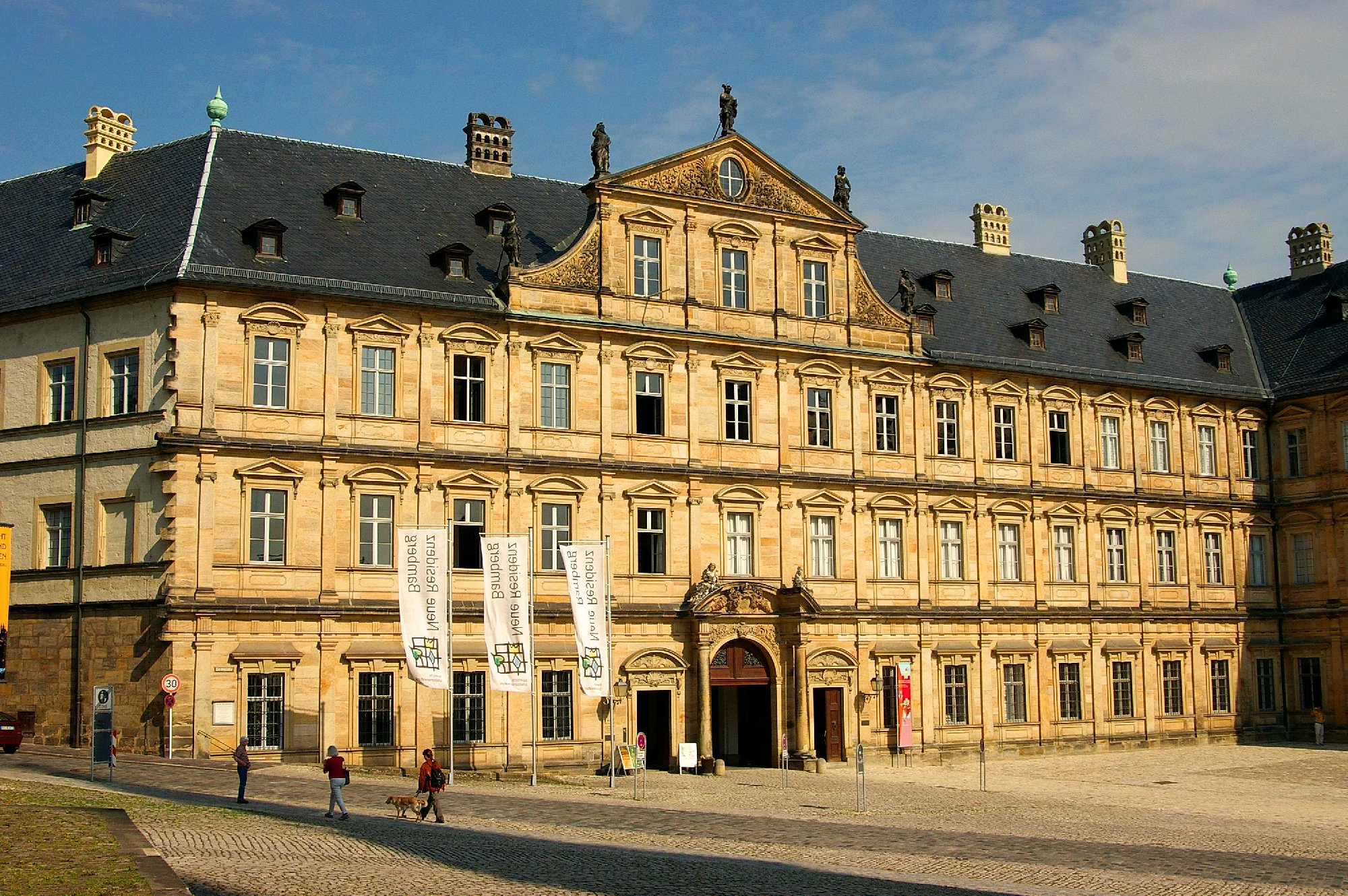
Vue depuis la cathédrale.
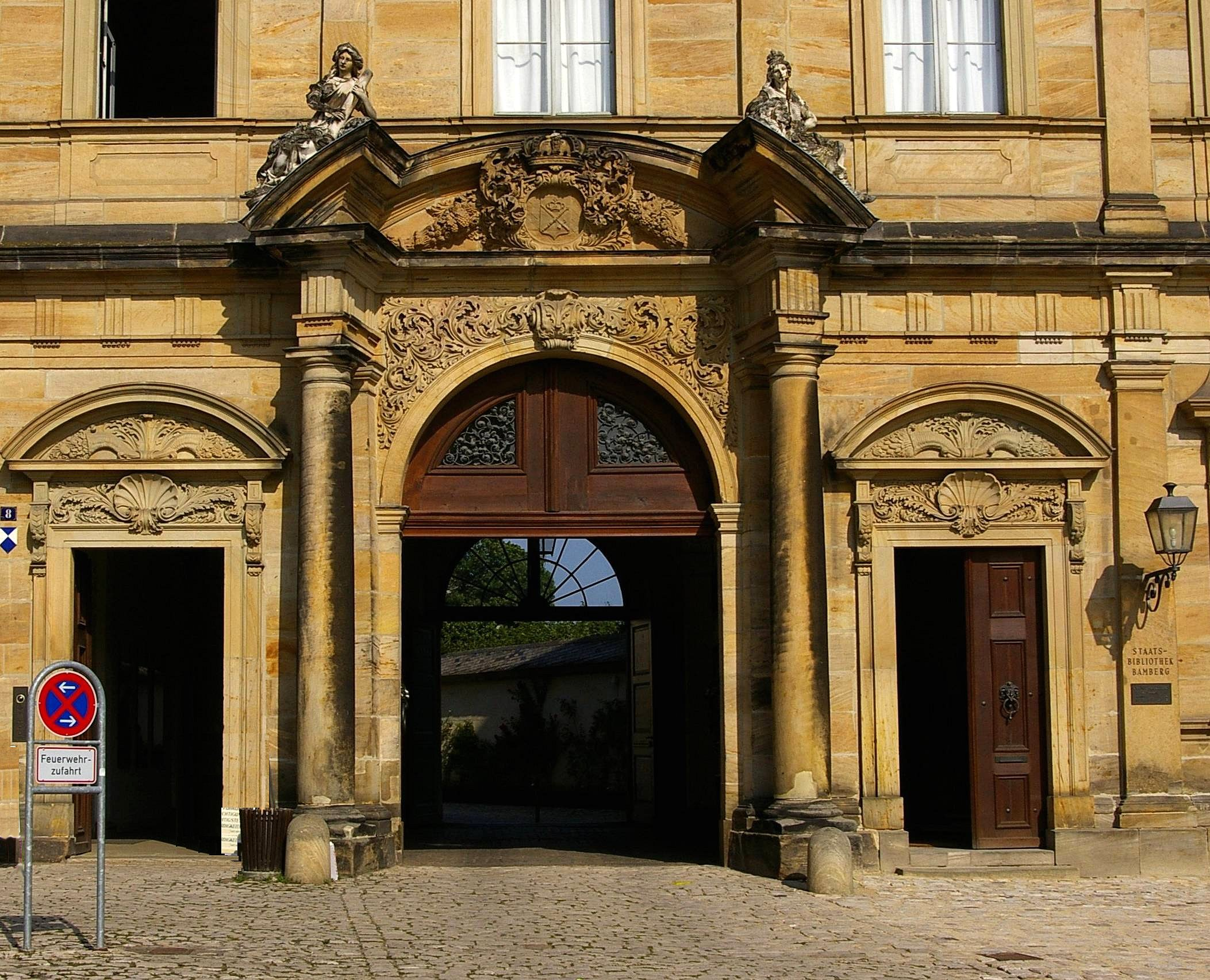
Portail principal
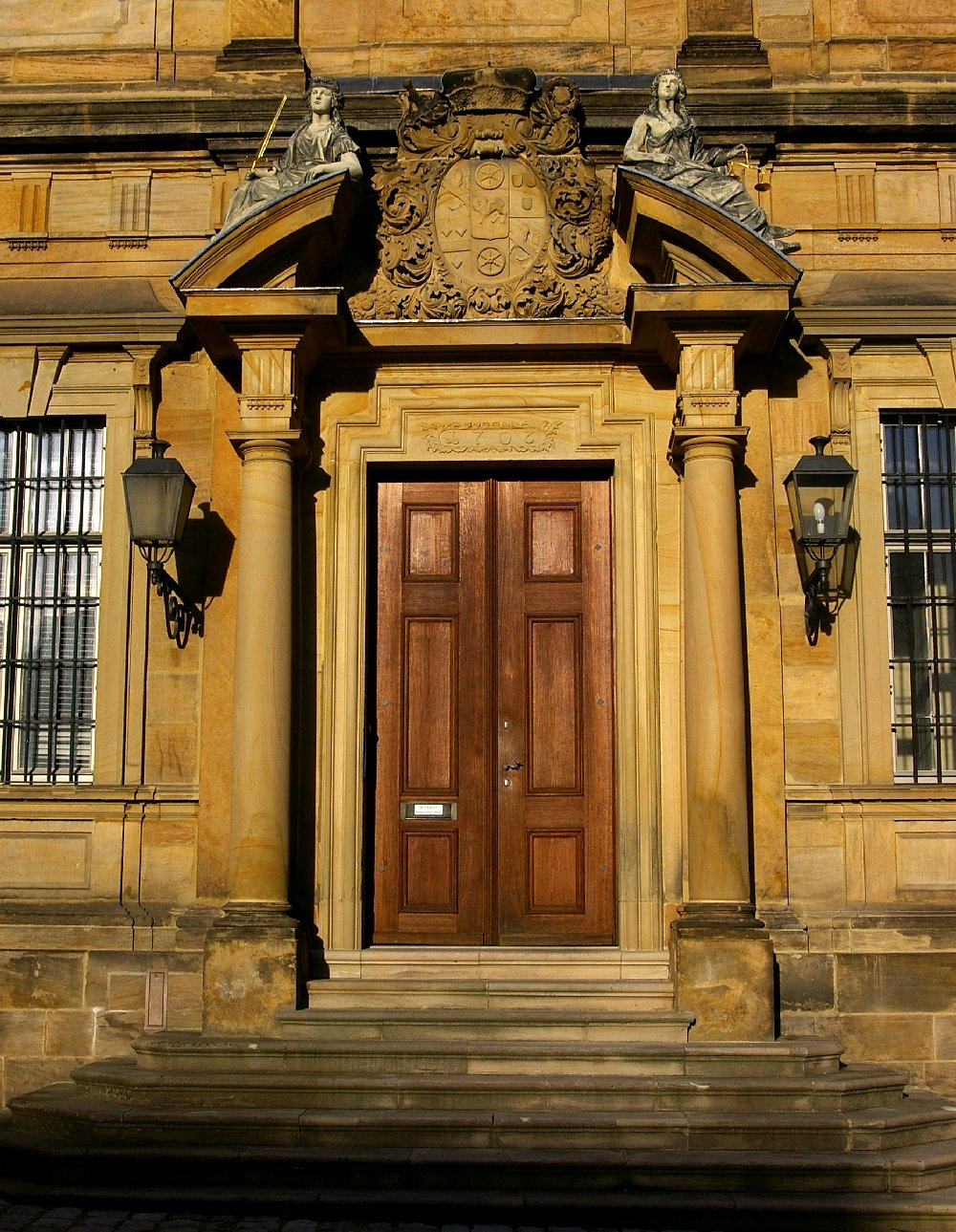
Autre portail
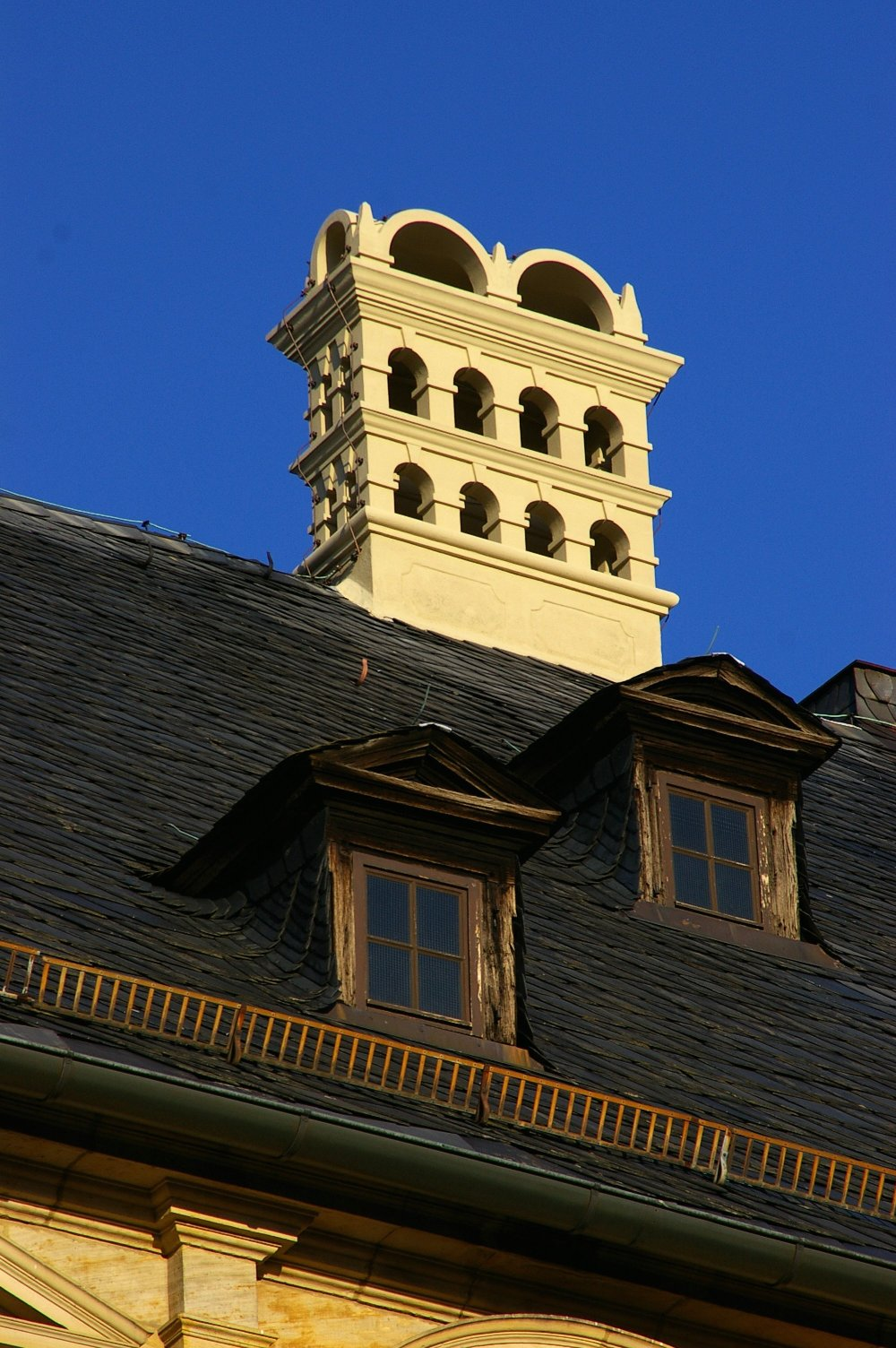
Cheminées

## Composition actuelle

### Salles d'exposition
La Résidence compte quarante salons d'apparat comme la Salle de marbre, la Salle des miroirs (avec les stucs d'Antonio Bossi) et la Salle impériale. Cette dernière, située au deuxième étage de la section médiane, est décorée de peintures de Melchior Steidl aux murs et au plafond qui utilise le trompe-l'œil, représentant les empereurs romains et les civilisations antiques.

### Bibliothèque d'État
La Bibliothèque d'État de Bamberg se trouve dans l'aile est de la Résidence.

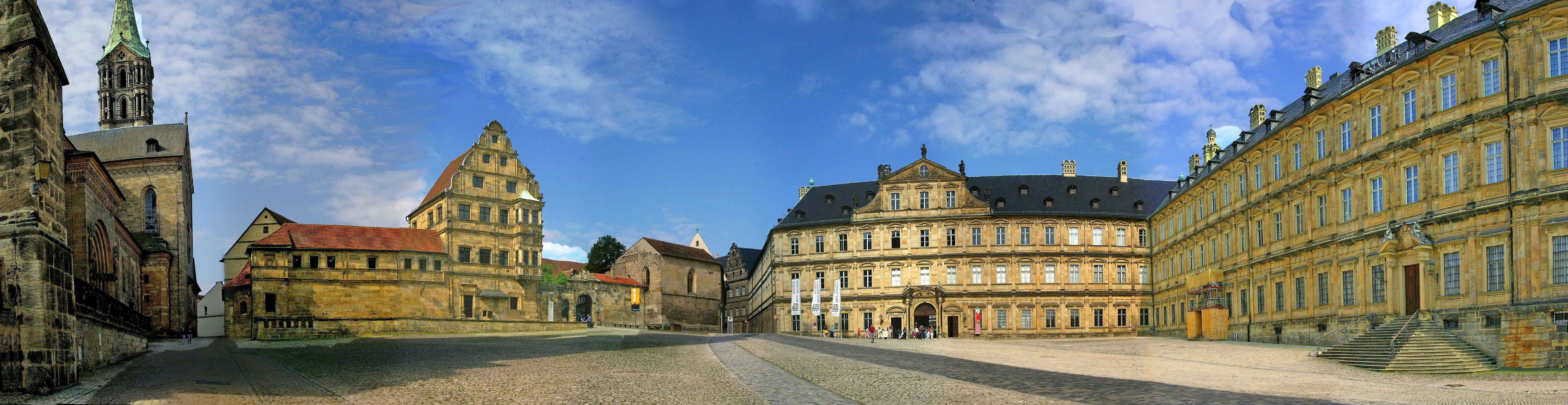
La place de la cathédrale avec la cathédrale, l'Ancienne Résidence et la Nouvelle Résidence de Bamberg.

### Musée
Le musée fait partie du réseau des musées de Bavière. Dans sa collection, on trouve Le Déluge de Hans Baldung et Lucrèce de Lucas Cranach le Jeune

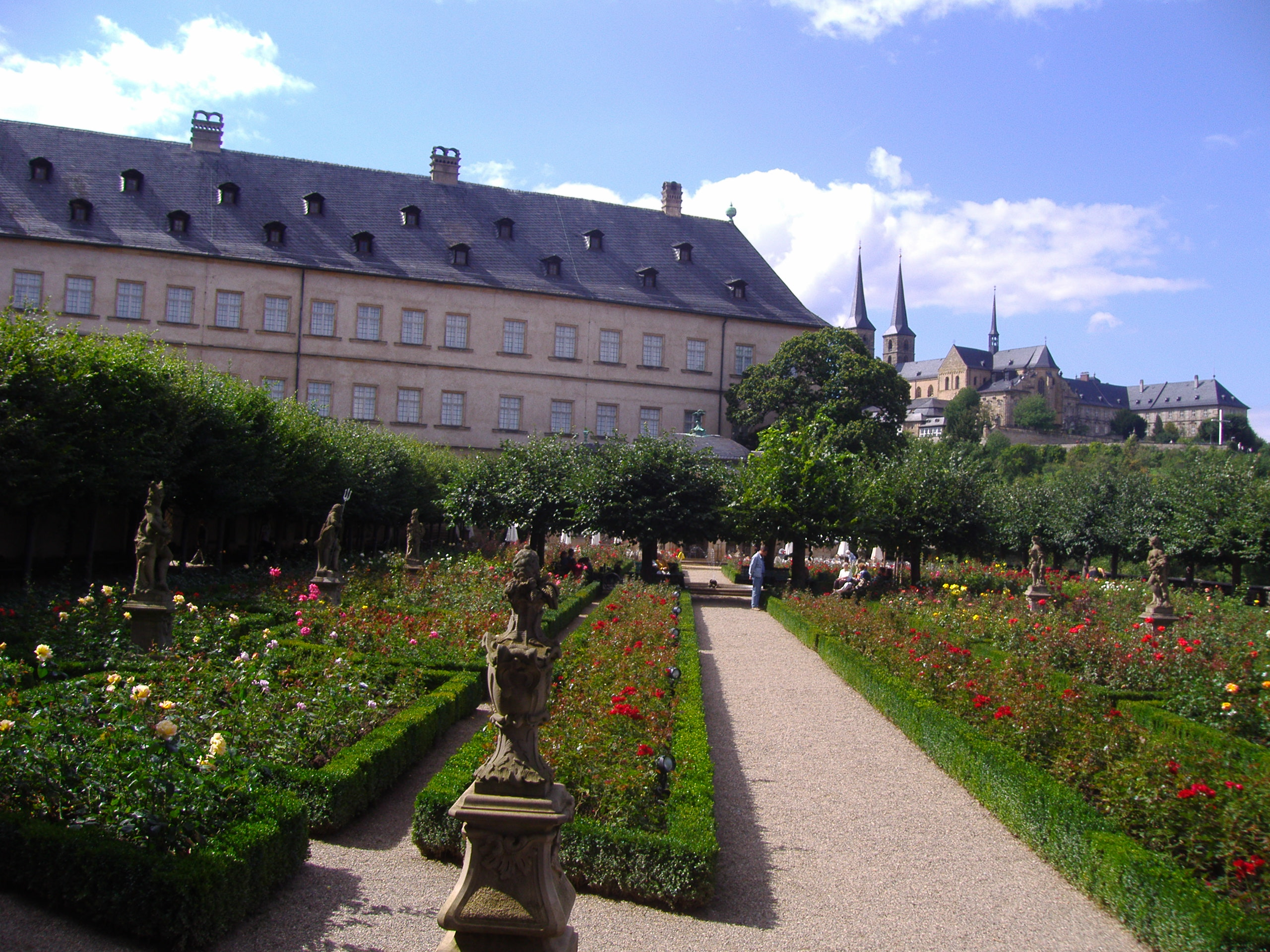
La Roseraie de Bamberg.

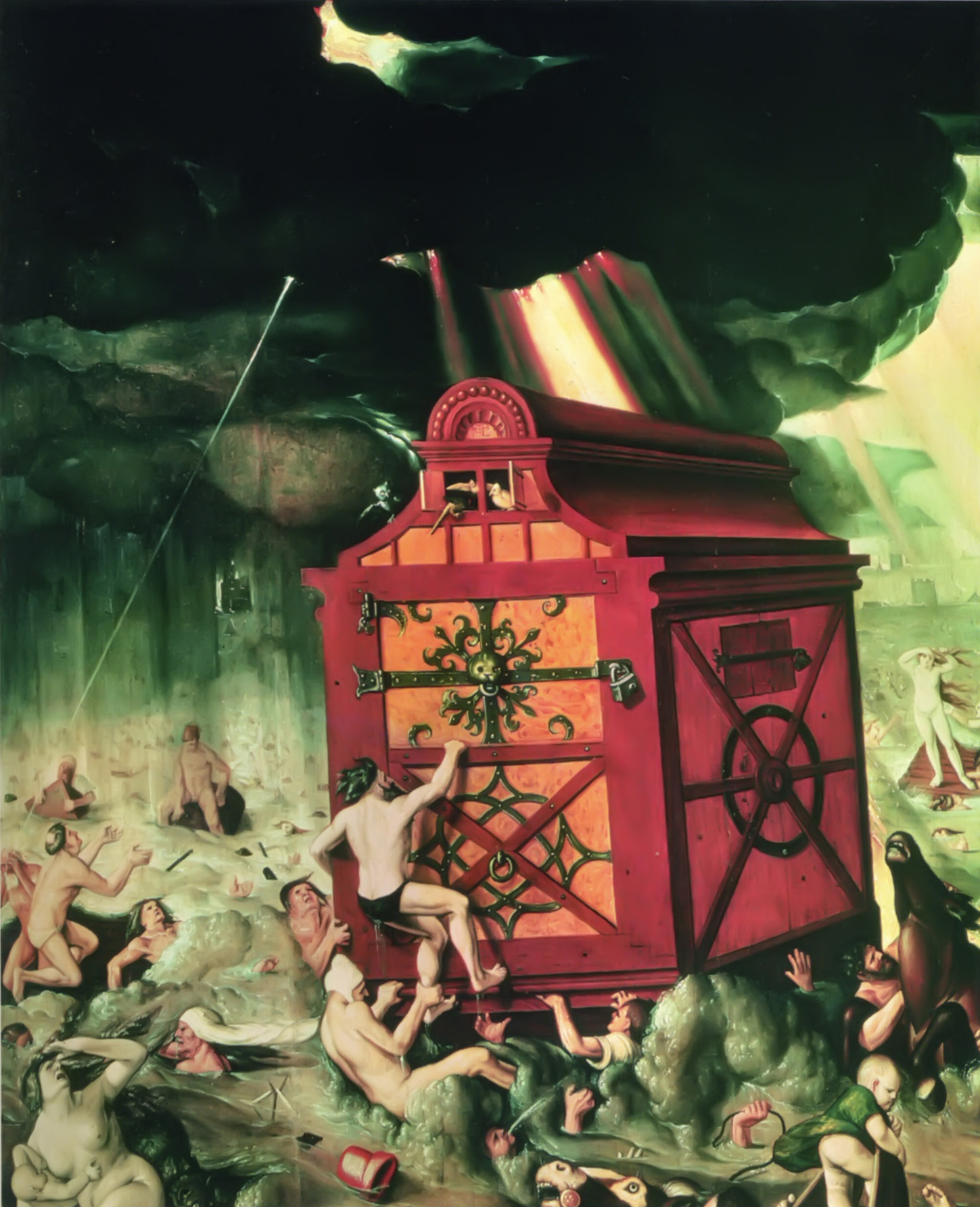
Le Déluge de Hans Baldung
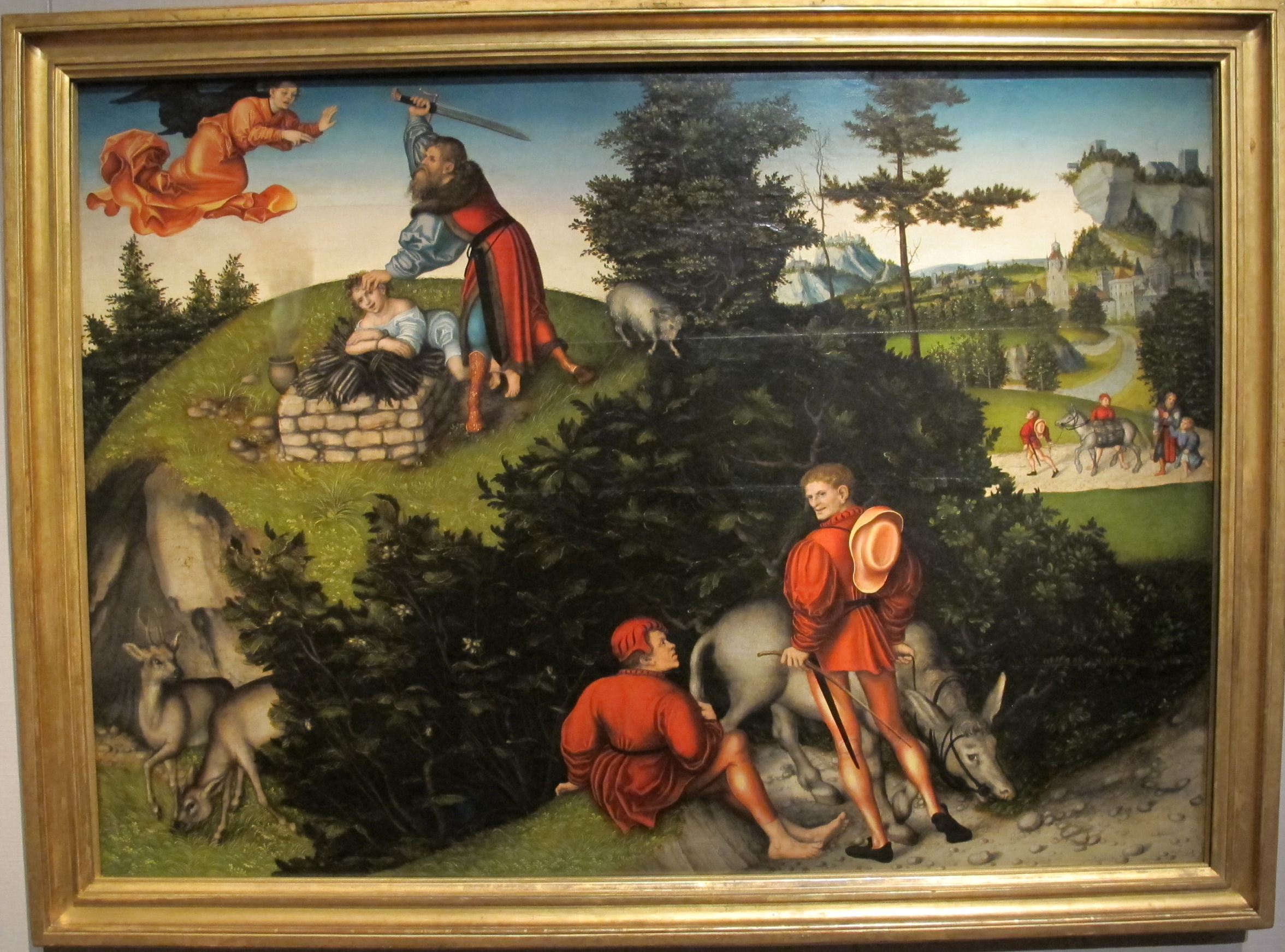
Lucas Cranach l'Ancien, Le sacrifice d'Isaac
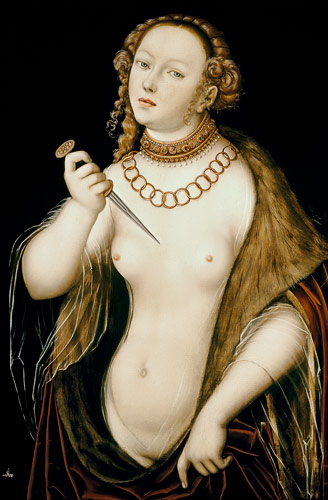
Lucrèce de Lucas Cranach le Jeune

### La roseraie
La roseraie offre aux habitants et aux nombreux visiteurs un point de vue sur l'église Saint-Michel (de), les toits de la ville et plus loin encore le massif du Jura.
Avant l'installation de la Roseraie, il y avait au XVIe siècle un jardin de style Renaissance transformé en 1733 par le prince-évêque Frédéric-Charles de Schönborn-Buchheim en jardin baroque selon les plans de Johann Balthasar Neumann. Johann Jakob Michael Küchel (de) lui donne un style rococo. Les sculptures de Ferdinand Tietz faites en 1760 et 1761 s'inspirent de l'antiquité.
Une plaque sur une arcature rappelle l'exil du roi Othon Ier et de la reine.